# Impaled Nazarene
Impaled Nazarene (engl.: ‚gepfählter Nazarener‘) ist eine 1990 gegründete Extreme-Metal-Band aus Finnland.

## Bandgeschichte
Impaled Nazarene wurde im November 1990 durch Mika Luttinen, Kimmo Luttinen, Mika Pääkkö, Ari Holappa und Antti Pihkala gegründet. Die Band erhielt ab 1992 Morddrohungen aus Norwegen; einige davon wurden Øystein „Euronymous“ Aarseth von Mayhem zugeschrieben, der versicherte, damit nichts zu tun und kein Problem mit der Band zu haben, wenngleich er mit ihrer Musik nichts anfangen könne. Die Band reagierte auf die Drohungen teilweise gleichgültig, teilweise aggressiv und im Beiheft des Debütalbums Tol Cormpt Norz Norz Norz …, das 1992 auf Osmose Productions erschien, mit Beleidigungen der Norweger („No orders from Norway accepted“ [‚keine Bestellungen aus Norwegen akzeptiert‘] und „Kuolema Norjan kusipäille!“ [‚Tod den norwegischen Arschlöchern!‘]). Von größerer Bedeutung blieben neben diesem nur der Nachfolger Ugra-Karma, veröffentlicht ein Jahr später, und das 1994 veröffentlichte dritte Album Suomi Finland perkele, das in der Szene gemischt aufgenommen wurde.
Es folgten 1996 Latex Cult, 1998 Rapture, 2000 das in Deutschland indizierte Nihil, 2001 das kaum wahrgenommene Album Absence of War Does Not Mean Peace sowie 2003 All That You Fear, 2005 das Livealbum Death Comes in 26 Carefully Selected Pieces und 2006 das umstrittene Werk Pro patria Finlandia. An der folgenden, laut Luttinen „miserablen“ Europatournee wäre „die Band beinahe zerbrochen“. 2007 folgte das Album Manifest.
Mika Luttinen war auch in anderen Projekten involviert. 1994 entstand zusammen mit Magus Wampyr Daoloth von Necromantia das Industrial-Projekt Diabolos Rising, aus dem 1996 dann die Band Raism hervorging. Darüber hinaus war Mika Luttinen noch an den Bands The Rocking Dildos und Obscene Eulogy beteiligt.

## Musikstil
Zu Beginn spielte die Band einen ähnlichen extremen und chaotischen Stil wie die ebenfalls finnische Black-Metal-Band Beherit, in der Kimmo Luttinen ebenfalls mitspielte. Vergleichbar war die Musik auch mit dem Thrash Metal früher Sodom-Werke, aber mit einer Tendenz zu Punk und Grindcore. Die Band grenzte sich vom Black Metal ab, den sie als Trend betrachtete, und reagierte feindselig auf Interviews, in denen Sympathien für die norwegische Szene deutlich wurden. Herjulf vom Vönger Musikmagazin beschrieb das Debütalbum als eine „Mischung aus gewehrsalvenartigen Blastbeat-Drums, einer ultrabrutal schreddernden Gitarren-Breitseite und den ausgekotzten Vocals“ in Verbindung mit tiefem, verzerrten Geschrei. Die kurzen Stücke wurden jeweils durch kurze Interludien getrennt.
Auf Ugra-Karma entwickelte der Stil sich zu „etwas klareren, ausgefeilteren Songstrukturen“ und „die schroffen Punk- und Grindcore-Akkorde“ wurden „vielerorts durch richtige Riffs ersetzt“. 1994 schließlich veröffentlichte die Band das Album Suomi Finland perkele. Die Musik wurde stark geändert. Überwiegend langsame Stücke und Semi-Balladen prägten den Stil des Albums. Ihr drittes Album wurde in der Szene gemischt aufgenommen.
Die weiteren Alben der Band wurden wieder schneller und härter. Das 1996 veröffentlichte Latex Cult ist stark punk-/hardcore-lastig, wobei alle Alben der Band mehr oder weniger starke Punk-/Rock-Einflüsse haben. Der Stil der Band wird vom finnischen Fanzine Isten als „Black-Thrash-Hardcore“ beschrieben.

## Liedtexte und Kontroverse
Ursprünglich behandelte die Band reine Black-Metal-Themen, auf Ugra-Karma fand sich „ein kruder Kauderwelsch aus Hindu-Mythologie, primitiver Teufelsanbetung und allerlei Perversitäten, die man auf englisch, deutsch, finnisch und sogar sanskrit (!) intoniert“. Das Album wurde wegen des Lieds Gott ist tot kritisiert. Die Texte „zeigen mit ihrer kruden Zusammenwürfelung aus Gotteslästerung, Sex, Perversion und Krieg andere inhaltliche Maßgaben als die Klassiker Norwegens und Schwedens“. Seitdem geriet Impaled Nazarene durch einige Liedtitel und -texte immer wieder in die Kritik. Es wurde ihnen vorgeworfen, extrem rechte Einstellungen zu vertreten. Auch ihre zum Teil sehr überspitzten und ironischen Interviews trugen nicht gerade zur Entkräftung der Vorwürfe bei. Eine politische Ausrichtung von Impaled Nazarene wird jedoch immer wieder bestritten und wird auch vom Großteil der Metal-Szene nicht so aufgenommen.
1994 folgte auf Suomi Finland perkele eine nationalistische und angeblich neonazistische Erklärung der Band mit dem sich auf den Winterkrieg von 1939 bis 1940 beziehenden Lied Total War – Winter War, welches mit dem ins Englische übersetzten Goebbels-Zitat „Wollt ihr den totalen Krieg?“ aus der Sportpalastrede beginnt („do you want total war? Yes we want total war“). Diese Textpassage und der Trommel-Rhythmus sind darüber hinaus von NONs Total War inspiriert.
Als eine Verherrlichung des Holocaust bezeichnen Personen aus Antifa-Kreisen das Lied Zum Kotzen, in dem es heißt: „Ich frage dich / Was ist Dreck / Was ist reine Scheisse / Ich sage dir / Der Untermensch“ sowie weiter „ai ai ai Untermenschen / ai ai ai zum kotzen“ und „1, 2, 3 … arbeit macht frei / 4, 5, 6 … zum kotzen“. Die Losung „Arbeit macht frei“ stand an den Toren zahlreicher NS-Konzentrationslager.
Eine weitere Kritik löste das Lied Zero Tolerance aus, in dem Homosexuelle beschimpft und verächtlich gemacht werden. Mika Luttinen verteidigte den Text 2003 in einem kritischen Rock-Hard-Interview (in dem größtenteils das Lied thematisiert wurde) als „Überspitzung“ und „Provokation“. Die Musik zu dem Stück schrieb Alexi Laiho (Children of Bodom). Allerdings sagte Luttinen im gleichen Interview auch: „Alexi und ich lachen noch immer über den Text“. Der Text wurde auf der offiziellen Webseite aufgeführt, seit der Kontroverse 2006 wird er dort nicht mehr angezeigt. Allerdings äußerte Luttinen in einem Interview mit dem Frostkamp-Webzine, „Schwuchteln“ hätten kein Recht zu leben.
Obwohl die beanstandeten Texte zum damaligen Zeitpunkt sechs bis zehn Jahre alt waren und die Band in Deutschland schon öfter auf Tournee gewesen war, stand die Band erst 2006 unter heftiger Kritik in Deutschland. Auf ihrer Europatournee 2006, bei der sie von Stoneman und Master als Vorgruppe begleitet wurden, kam es deshalb zur Absage zahlreicher Veranstaltungen durch die örtlichen Veranstalter. Aufgrund mehrerer Zeitungsartikel, vor allem in linken Publikationen, fürchtete man den Druck der öffentlichen Meinung im Falle eines stattfindenden Auftrittes. Bei den Konzerten die 2006 doch stattfanden, spielte die Band trotz Verbots durch die jeweiligen Veranstalter und der Behauptung, dies schon seit langem nicht mehr zu tun, ihre umstrittenen Lieder wie "Zero Tolerance" und "Total War – Winter War".
Die Band und ihr Veranstalter wehren sich vehement gegen diese Vorwürfe. Die relevanten Zitate seien aus dem Zusammenhang gerissen worden. Weiterhin beziehen sie sich auf das Recht auf künstlerische Freiheit und die Redefreiheit. Im deutschen NSBM-Zine Iut de Asken äußerten sich Impaled Nazarene wie folgt dazu: „Jene die diesen Scheißdreck eingeleitet haben, werden im Endeffekt gefunden und mit eiserner Faust bestraft werden. Selbst wenn es die nächsten 20 Jahre dauern sollte, sie werden niedergestreckt.“
Das bereits im März 2006 veröffentlichte Album Pro patria Finlandia (lt.: ‚Für Vaterland Finnland‘) untermauerte aufgrund seines Titels und einiger militaristischer Lieder teilweise die Annahme einer nationalistischen Ausrichtung. So weigerte sich eine finnische Zeitung, ein Interview mit der Band zu führen, und bezeichnete den Titel als „faschistisch“. Luttinen sagte daraufhin allerdings, dass er nicht patriotisch sei und der Titel keine Aussage hätte, sondern er einen lateinischen Titel wollte.
Die Alben Nihil und Latex Cult wurden 2006 auf Antrag eines Sozialarbeiters von der Bundesprüfstelle für jugendgefährdende Medien einer Prüfung unterzogen, welche ergab, dass Nihil im Januar 2007 indiziert wurde. Die Annahme, dass das Album Latex Cult indiziert sei, ist eine selbst durch Fachzeitschriften verbreitete Fehlinformation. Die Indizierung wurde von der Band als „beschissener Witz“ und Beispiel für die Verletzung von Grundrechten in der Europäischen Union bezeichnet; es zeige, dass die Deutschen aus ihrer „Scheiß-Vergangenheit […] nichts gelernt“ hätten.
Für die Band ist ein „bestimmter Journalist eines wohlbekannten Magazins“ (gemeint ist vermutlich Wolf-Rüdiger Mühlmann vom Rock Hard, wegen seines Artikels Der Rechte Rand im Black Metal) hauptverantwortlich für die „Hexenjagd“ (Auftrittsverbote, Indizierung) durch Antifa und Grünen-Politikerin Christa Jenal. Als Reaktion veröffentlichte die Band auf ihrem aktuellen Album Manifest das Stück You Don’t Rock Hard, in dem das Magazin klar diffamiert wird: „Debil and unstabil / Scheisse brains in control […] You can fucking fuck off / You don’t rock hard / You never did“. In einem Interview für ein deutsches Webzine bestreitet Mika Luttinen allerdings jeden Zusammenhang zwischen Lied und Magazin. Mühlmann schrieb 2009 im Rock Hard, die Band habe auf ihren Alben „systematisch kleinere und größere Provokationen“ platziert, „infolge derer sich die Band diversen Vorwürfen über Nationalismus, (Atom)-Kriegstreiberei oder auch Schwulenfeindlichkeit ausgesetzt sieht. Aber, keine Angst, ImpNaz sind völlig ungefährlich, sie wollen nur spielen.“
2008 erschien auf Indymedia ein Artikel, in dem das Party.San, ein Festival, auf dem rechtsextreme Tendenzen unerwünscht seien, kritisiert wurde, da die Veranstalter Impaled Nazarene nach erneut erhobenen Vorwürfen nicht aus dem Billing nahmen. Im selben Jahr trat die Band auch auf dem Nihil Extreme Metal Festival in Italien auf, u. a. mit der NSBM-Band Ad Hominem und der sich mit dieser personell überschneidenden Band Frangar auf. Im Oktober 2009 traten Impaled Nazarene auf dem umstrittenen, Fireblade Force Festival in Sachsen auf u. a. mit Taake.

## Diskografie

### Alben
- 1992: Tol Cormpt Norz Norz Norz …
- 1993: Ugra-Karma
- 1994: Suomi Finland perkele
- 1996: Latex Cult
- 1998: Rapture
- 2000: Nihil (indiziert[26][4])
- 2001: Absence of War Does Not Mean Peace
- 2003: All That You Fear
- 2005: Death Comes in 26 Carefully Selected Pieces (Livealbum)
- 2006: Pro Patria Finlandia
- 2007: Manifest
- 2010: Road to the Octagon
- 2014: Vigorous and Liberating Death
- 2021: Eight Headed Serpent

### Sonstiges
- 1991: Shemhamforash (Demo)
- 1991: Taog Eht Fo Htao Eht (Demo)
- 1992: Goat Perversion (EP)
- 1993: Sadogoat (Single)
- 1993: Satanic Masowhore (Single)
- 1996: Motörpenis (EP)
- 1996: 1999: Karmakeddon Warriors (VHS)
- 1999: Split-EP mit Driller Killer
- 2000: Decade of Decadence (Kompilation)